# Diapherodes venustula
Diapherodes venustula är en insektsart som först beskrevs av Jean Guillaume Audinet Serville 1838.  Diapherodes venustula ingår i släktet Diapherodes och familjen Phasmatidae. Inga underarter finns listade i Catalogue of Life.